# شجرة النارنج
شجرة النارنج هو مسلسل درامى سورى، من إخراج سليم صبري وتأليف حسن سامي يوسف، عرض أول مرة عام 1989م.

## الممثلون
- سمر سامى
- عدنان بركات
- سلوم الحداد
- صباح السالم
- سوزان صالح
- زهير رمضان
- زهير عبد الكريم
- غسان مسعود
- وفاء موصللي
- على كريم
- جهاد الزغبي
- نهال الخطيب
- مصطفى فهمى البكار
- علي التلاوى
- شريف السيد
- أدهم الملا
- محمد طرابيشي
- غادة واصف
- أكرم تلاوى
- نزار أبو حجر
- البير حلال
- رياض خورى
- محمد المنجد
- سلمان أبو عمار
- نجاح حفيظ
- يوسف الخليل
- محمود جركس
- ضحى الدبس
- فايز قزق
- ماهر صليبي
- فراس إبراهيم
- ملك مرقدة
- حسام عيد
- يارا صبري
- لوتس عبد الحميد
- زكى كورديلو
- توفيق حسن
- ميساء كريم
- غسان عزب